# 埃迪爾內
埃迪爾內（土耳其語：Edirne，土耳其語：[eˈdiɾne]），或稱哈德良堡或亞德里亞堡（拉丁語：Hadrianopolis），因羅馬皇帝哈德良所建而得名。土耳其語埃迪爾內是希臘語亞德里亞堡的音譯，故兩種稱呼並不是兩個不同的名字。該城是土耳其埃迪爾內省省會，位於鄰近希臘和保加利亞的邊境。2002年人口为128,400人。

## 历史
378年，羅馬帝國皇帝瓦倫斯在此处同哥特人的战役中陣亡，史称阿德里安堡戰役。自1369年（日期有爭議）开始，这里是鄂圖曼帝國的首都，直到1453年鄂圖曼帝國攻陷并迁都至君士坦丁堡。

## 景点
- 塞利米耶清真寺
- 巴耶济德二世库里耶
- 旧清真寺 (埃迪尔内)
- 育屈謝雷菲里清真寺
- 埃迪尔内犹太会堂
- 洛桑条约纪念碑
- 埃迪尔内巴尔干战争纪念公墓
- 鲁斯坦帕夏商队驿站
- 卡拉阿奇车站
- 马里查桥
- 卡努尼桥
- 法提赫桥
- 埃迪尔内宫

## 活动
當地最著名的活動是克爾克普那爾摔跤大會（Kırkpınar）。

## 参看
- 阿德里安堡战役